# Seznam židovských památek v Moravskoslezském kraji
Seznam židovských památek v Moravskoslezském kraji, aktuální k roku 2011, uvádí židovské památky v oblasti Moravskoslezského kraje.
| Název                                    | Obrázek                                         | Místo                                               | Okres         | Druh             | Galerie Commons                                                          | Popis památky a přístup |
| ---------------------------------------- | ----------------------------------------------- | --------------------------------------------------- | ------------- | ---------------- | ------------------------------------------------------------------------ | --- |
| Židovský hřbitov v Bílovci               |                                                 | Bílovec (49° s. š., 18° v. d.)                      | Nový Jičín    | Židovský hřbitov |                                                                          | Zbytek židovského hřbitova zničeného nacisty |
| Židovský hřbitov v Bohumíně              | ŽH                                              | Bohumín (49°54′32″ s. š., 18°21′9″ v. d.)           | Karviná       | Židovský hřbitov | Kategorie „Jewish cemetery in Bohumín“ na Wikimedia Commons              | Zbytek židovského oddělení zachován na městském hřbitově, obřadní síň se využívá jako modlitebna církve adventistů sedmého dne. |
| Židovský hřbitov v Bruntálu              |                                                 | Bruntál (50°0′0″ s. š., 17°28′36″ v. d.)            | Bruntál       | Židovský hřbitov |                                                                          | Židovský hřbitov asi 1,5 km severovýchodně od zámku v Polní ulici |
| Synagoga v Českém Těšíně                 | Synagoga                                        | Český Těšín (49°44′48″ s. š., 18°37′25″ v. d.       | Karviná       | Synagoga         |                                                                          | Synagoga v ulici odboje, čp. 4. Slouží ke komerčním účelům. |
| Synagoga Schomre-Schabos v Českém Těšíně | Synagoga                                        | Český Těšín (49°44′49″ s. š., 18°37′35″ v. d.)      | Karviná       | Synagoga         | Kategorie „Schomre Schabos Synagogue (Český Těšín)“ na Wikimedia Commons | Synagoga v Božkově ulici v centru města, asi 150 m od náměstí ČSA. Budova dnes slouží jako kulturní dům občanů polské národnosti. |
| Židovský hřbitov v Českém Těšíně         | ŽH                                              | Český Těšín (49°45′24″ s. š., 18°36′14″ v. d.)      | Karviná       | Židovský hřbitov | Kategorie „Jewish cemetery Český Těšín“ na Wikimedia Commons             | Židovský hřbitov leží asi 1,5 km severozápadně od centra ve Hřbitovní ulici. Sousedí s místním křesťanským hřbitovem. |
| Židovský hřbitov ve Frýdku               | ŽH Frýdek-Místek                                | Frýdek-Místek (49°40′38″ s. š., 18°22′2″ v. d.)     | Frýdek-Místek | Židovský hřbitov | Kategorie „Jewish cemetery in Frýdek“ na Wikimedia Commons               | Židovský hřbitov ve Frýdku-Místku na nároží Slezské a Hlavní třídy, obřadní síň slouží jako modlitebna Církve adventistů sedmého dne. |
| Židovský hřbitov v Hlučíně               | ŽH                                              | Hlučín (49°53′45″ s. š., 18°11′49″ v. d.)           | Opava         | Židovský hřbitov | Kategorie „Jewish cemetery in Hlučín“ na Wikimedia Commons               | Židovský hřbitov zničen nacisty a po osvobození využit jako čestné pohřebiště padlých sovětských vojáků |
| Židovský hřbitov v Jablunkově            | ŽH Jablunkov                                    | Jablunkov (49°34′24″ s. š., 18°45′45″ v. d.)        | Frýdek-Místek | Židovský hřbitov | 2F                                                                       | Židovský hřbitov v Jablunkově je zdí oddělen od hřbitova křesťanského na nároží ulic Dukelská a Polní, 2F velmi malého rozlišení, klíč lze zapůjčit v městském infocentru; budova márnice foto, info o žid. komunitě                                               |
| Židovský hřbitov v Klimkovicích          |                                                 | Klimkovice (49° s. š., 18° v. d.)                   | Nový Jičín    | Židovský hřbitov |                                                                          | Zbytek židovského hřbitova zničeného nacisty |
| Synagoga v Krnově                        | Synagoga Krnov                                  | Krnov (50°5′23″ s. š., 17°42′27″ v. d.)             | Bruntál       | Synagoga         | 3F zvenku                                                                | Synagoga v Krnově na nároží ulic Soukenické a Barvířské; chybí F interiéru |
| Židovský hřbitov v Krnově                | ŽH                                              | Krnov (50°5′5″ s. š., 17°43′31″ v. d.)              | Bruntál       | Židovský hřbitov | Kategorie „Jewish cemetery in Krnov“ na Wikimedia Commons                | Židovský hřbitov asi 1,5 km jihovýchodně od synagogy při ulici U Lazebníka. Vchod z ulice V Osadě (asi 100 m jihozápadně od Opavské třídy) |
| Židovský hřbitov v Michálkovicích        | ŽH                                              | Michálkovice (49°50′22″ s. š., 18°20′34″ v. d.)     | Ostrava-město | Židovský hřbitov | Kategorie „Jewish cemetery in Michálkovice“ na Wikimedia Commons         | Židovský hřbitov asi 150 m jihovýchodně od Michalského náměstí při Sládečkově a Klejchově ulici. Je součástí městského hřbitova. |
| Synagoga v Novém Jičíně                  | Synagoga                                        | Nový Jičín (49°35′45″ s. š., 18°0′31″ v. d.)        | Nový Jičín    | Synagoga         | Kategorie „Synagogue in Nový Jičín“ na Wikimedia Commons                 | Synagoga se nachází na Havlíčkově ulici, asi 200 m severozápadně od zámku na Masarykově náměstí. Objekt je sídlem okresního archivu. |
| Židovský hřbitov v Novém Jičíně          | ŽH                                              | Nový Jičín (49°36′20″ s. š., 18°1′25″ v. d.)        | Nový Jičín    | Židovský hřbitov | Kategorie „Jewish cemetery in Nový Jičín“ na Wikimedia Commons           | Zbytek židovského hřbitova (jeden náhrobek) s obřadní síní sloužící jako modlitebna církve adventistů sedmého dne se nachází asi 1,5 km severovýchodně od Masarykova nám, při Suvorovově ulici a nájezdu na silnici I/48 (E 462) z Nového Jičína do Frýdku-Místku. |
| Židovský hřbitov v Opavě                 | ŽH                                              | Opava (49°55′38″ s. š., 17°53′6″ v. d.)             | Opava         | Židovský hřbitov | Kategorie „Jewish cemetery in Opava “ na Wikimedia Commons               | Židovský hřbitov asi 2 km jihozápadně od Dolního náměstí, je součástí městského hřbitova. Vchod je z Otické ulice. |
| Židovský hřbitov v Orlové                | Památník obětem druhé světové války na hřbitově | Orlová (49°50′26″ s. š., 18°25′34″ v. d.)           | Karviná       | Židovský hřbitov | Kategorie „Jewish cemetery in Orlová“ na Wikimedia Commons               | Židovské oddělení na městském hřbitově s náhrobky převezenými ze zrušeného hřbitova v Karviné |
| Židovský hřbitov v Osoblaze              | ŽH                                              | Osoblaha (50°16′36″ s. š., 17°43′1″ v. d.)          | Bruntál       | Židovský hřbitov | Kategorie „Jewish cemetery in Osoblaha“ na Wikimedia Commons             | Židovský hřbitov asi 200 m severovýchodně od obecního úřadu |
| Starý židovský hřbitov v Ostravě         | Detail židovského památníku                     | Moravská Ostrava (49°49′52″ s. š., 18°16′11″ v. d.) | Ostrava-město | Židovský hřbitov | 1F                                                                       | Židovský hřbitov na třídě 28. října přeměněn v roce 1988 na park, část náhrobků převezena na nový hřbitov ve Slezské Ostravě |
| Nový židovský hřbitov v Ostravě          | ŽH                                              | Ostrava (49°50′3″ s. š., 18°18′28″ v. d.)           | Ostrava-město | Židovský hřbitov |                                                                          | Židovský hřbitov v Ostravě je částí ústředního ostravského hřbitova v městské čtvrti Slezská Ostrava. Nachází se v ulici Na Najmanské a má novou obřadní síň. |
| Židovský hřbitov v Třinci                |                                                 | Třinec (49°40′58″ s. š., 18°40′30″ v. d.)           | Frýdek-Místek | Židovský hřbitov |                                                                          | Zbytek židovského oddělení na městském hřbitově, dochován jen 1 náhrobek |

Vysvětlivky k tabulce
- Památky jsou řazeny podle abecedního pořadí Místa
- Název - název článku na Wikipedii, abecedně dle místa, poklikem na nadpis lze třídit
- Obrázek - existující obrázek nahraný na Commons
- Místo - nejbližší město, obec nebo vesnice, v závorce GPS - poloha památky dle Global Positioning System, lze třídit
- Okres - okres, ve kterém se místo nachází, lze třídit
- Druh - druh památky, např. židovský hřbitov nebo synagoga, lze třídit
- Galerie Commons - odkaz na Commons na existující kategorii s fotografiemi
- Popis památky a přístup - název s podrobnostmi polohy, přístupnost pro návštěvu nebo informace, kde je možné si vypůjčit klíč, je-li památka zamknutá